# 레센

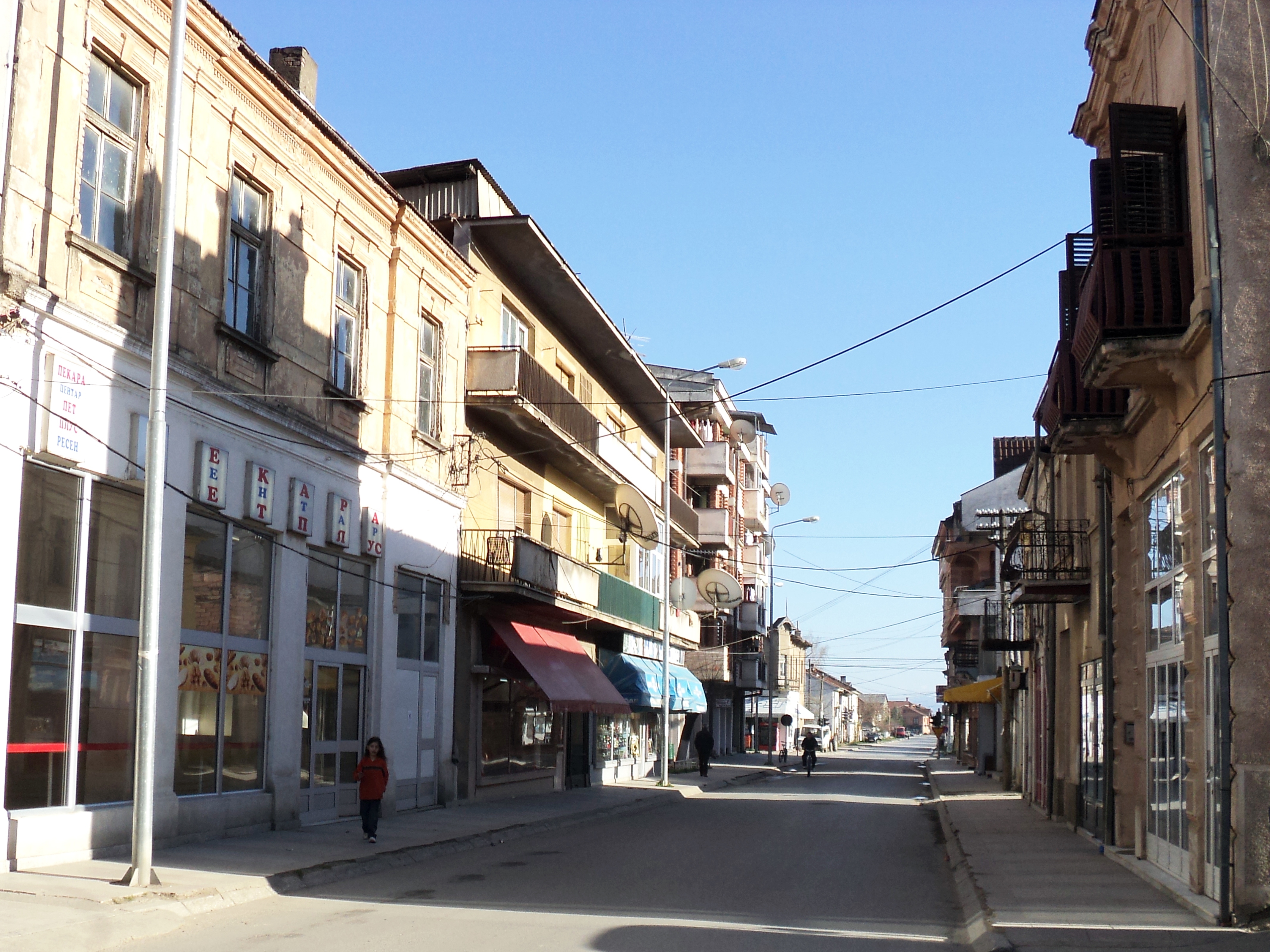
레센

레센(마케도니아어: Ресен)은 마케도니아 공화국 남서부에 위치한 도시로 인구는 8,748명(2002년 기준)이다.

시기
시 문장